# 那年我的孩子十七歲
《那年我的孩子十七歲》是一套六四事件二十六週年紀念舞台劇。透過話劇形式， 將八九民主運動呈現舞台，讓觀眾更具體深入認識這段血染的歷史。是“六四舞台”上繼《在廣場放一朵小白花》及《讓黃雀飛》後，在香港各大校園巡迴演出的新作品。劇中更把2014年發生的香港雨傘運動跟北京八九民運連繫，讓觀眾反思中华人民共和国民主运动的經過及演化。
此劇亦被誉為“舞台上的通識教育”。

## 故事大綱
那年，表姨婆的十七歲女兒小芬，堅持跑到天安門廣場當急救員及支持八九學運，在六月四日在木樨地被人民政府指派的中國人民解放軍以子彈槍殺了，但因怕被歧視，一直偽稱女兒是病死。廿五年後，表姨婆由北京到香港探親，認識了支持2014年香港學界大罷課、 重奪「公民廣場」行動、佔領中環及雨傘運動的十七歲中六學生偉仔。她為防偉仔會如自己的女兒一樣——因參加學運而被政府逼害，極力阻止偉仔上街參與政治運動。經偉仔的介紹，她認識了天安門母親，決定重新反思當年政府的流血清場行動。

## 角色表
- 梁皓恩 飾 小芬

17歲，北京中學生，立志考進大學讀醫，將來懸壺濟世。但六月四日在木樨地被人民政府指派的中國人民解放軍以子彈槍殺，最後失救致死。
- 胡瑋程 飾 偉仔

17歲，香港中六學生，平日愛上網及打機，曾得警方頒發好市民獎，原定希望當警察，支持2014年香港學界大罷課及其後的佔領行動，繼而認識天安門母親。
- 馮佩虹 飾 表姨婆

年約60歲，北京退休工人、年輕喪偶，女兒小芬在六四事件中被殺，但因怕被歧視，一直偽稱女兒是病死。起初反對學生參加學運。由北京到香港探親時認識偉仔。

## 演出歌曲
- 〈媽媽我沒有做錯〉
曲：林慕德｜詞：劉卓輝｜唱：夏韶聲（播音）

- 〈撐起雨傘〉
曲：pan ｜詞：pan 、林夕｜唱：香港群星（播音）

## 外部連結
- 舞台上的國民教育 ﹣ 全港中學巡迴演出2015 （页面存档备份，存于）
- 「六四舞台」新劇 -《那年我的孩子十七歲》學生專場 （页面存档备份，存于）